# Nguyễn Thị Rịa
Nguyễn Thị Rịa (1665 – 1759) hay Bà Rịa, Tiên nữ Nương Nương, tên riêng là Rịa, mang họ Chúa Nguyễn, tước Hàm Nghè, là một người Việt Đàng Trong thời Chúa Nguyễn. Bà được biết đến là một nhân vật kiên định, nhân từ, giản dị, từ trẻ đã cùng nhóm người thời Nguyễn vào Nam lập nghiệp, góp phần đóng góp công cuộc khai phá, lập ấp xứ Đàng Trong; tạo nên cộng đồng người dân ở vùng đất mới, lãnh đạo người dân địa phương cùng vượt qua khó khăn để sinh sống. Trong lịch sử Bà Rịa – Vũng Tàu, bà được người dân tưởng nhớ, thờ tụng, mang ảnh hưởng lớn, được cho rằng: tên của bà lấy để đặt cho các địa danh thành phố Bà Rịa và tỉnh Bà Rịa – Vũng Tàu.

## Tiểu sử cuộc đời

### Xuất thân và di dân vào Nam
Bà Rịa sinh năm 1665 tại dinh Trấn Biên, tỉnh Phú Yên ngày nay. Năm 1680, khi 16 tuổi thời Hiền Vương Nguyễn Phúc Tần (1648 – 1687), bà theo đoàn lưu dân đi từ dinh Trấn Biên – Phú Yên vào Nam lập nghiệp. Trước thời kỳ đó, năm 1578, Chúa Nguyễn Hoàng cử Phù Nghĩa Hầu Lương Văn Chánh đưa lưu dân, những người nghèo không sản nghiệp vào vùng đất từ Nam đèo Cù Mông đến đèo Cả khai hoang lập ấp, chính thức mở đầu sự nghiệp khai phá xứ Đàng Trong trong công cuộc Nam tiến. Nơi đoàn người di dân tới là vùng đất rộng lớn, có địa hình lồi lõm phức tạp, đầm lầy lau sậy thành hệ thống lớn. Khu vực này nhiều thú dữ và không có cộng đồng sinh sống.

### Góp sức Đàng Trong
Thời kỳ đầu đặt chân đến vùng đất rừng thiêng nước độc này, bà đã tập trung vào công việc khai khẩn ở vùng Đồng Xoài, nay là xã Hòa Long, thành phố Bà Rịa, tiếp đó mở rộng ra vùng Gò Xoài – Phước Liễu, trước đây là xã Tam An, do hai xã An Nhứt và Tam Phước hợp nhất, tiếp tục khai hoang đến Láng Dài – Xuyên Mộc. Ban đầu bà khai phá Mô Xoài, phía Đông Bắc cách dinh Phủ 5,0 km, kế đến Mỹ Khê, gần 10.000 thước về phía Đông, nằm sát Kho Vua, Bưng Bạc. Lúc bấy giờ, Mỹ Khê là vùng đầm lầy, địa hình nhiều lau sậy phức tạp, vùng đất chưa được xây dựng làng mạc mà chỉ khai phá gần 300 mẫu ruộng vườn bởi nhóm người đi trước. Bà là một người phụ nữ bình thường, giản dị, với khả năng dẫn dắt đồng bào khai phá vùng đất mới, nỗ lực xây dựng kinh tế hậu phương, góp công, góp sức kiến tạo nên làng mạc đông đúc và trù phú nhằm phô trương sức mạnh và vị thế của Chúa Nguyễn với các nước láng giềng.
Đợt khai phá thứ hai (1698 – 1700), Bà Rịa một lần nữa xung phong hướng dẫn đoàn người khai phá tiếp phần đất trống Mỹ Khê trên 300 mẫu ruộng, chạy dài về Đông Nam hơn 10.000 thước, khoảng hai đợt gần 1.500 mẫu ruộng vườn. Bà có công khai khẩn, tự lực tự cường, tăng phần lương thực nuôi quân.
Năm Mậu Dần (1694), Bà Rịa đã huy động dân chúng sửa chữa cầu cống, đường sá bị hư hỏng nặng do bão lũ, hỗ trợ đoàn quân của Thống suất, Lễ Thành Hầu Nguyễn Hữu Cảnh vượt qua Phước Liễu, góp phần hoàn thành nhiệm vụ kinh lược đất, chia đất Đông Phố, lấy xứ Đồng Nai làm huyện Phước Long, dựng dinh Trấn Biên – Đồng Nai. Năm 1698, Gia Định được Nguyễn Hữu Cảnh thành lập, tiền đề của Thành phố Hồ Chí Minh ngày nay. Bà Rịa được Chúa Nguyễn Phúc Chu (1691 – 1752) phong tước Hàm Nghè và sắc phong cho mang họ nhà Chúa, từ đó bà có tên là Nguyễn Thị Rịa.
Bà Rịa có cuộc đời trải qua năm đời Chúa, gồm Hiền Vương Nguyễn Phúc Tần (1620 – 1687), Nghĩa Vương Nguyễn Phúc Thái (1650 – 1691), Minh Vương Nguyễn Phúc Chu (1675 – 1725), Ninh Vương Nguyễn Phúc Chú (1697 – 1738), Vũ Vương Nguyễn Phúc Khoát (1714 – 1765); mất năm 1759 thời Vũ Vương tại Hắc Lăng, Phước Liễu hưởng thọ 94 tuổi. Bà Rịa không có chồng, con cái, từng sở hữu 300 mẫu ruộng sau quá trình khai khẩn; khi qua đời, ruộng được sung vào công điền chia cho người nghèo.

## Tưởng nhớ và ảnh hưởng

### Mộ Bà Rịa
Sau khi Bà Rịa mất, người dân địa phương tưởng nhớ tới bà. Nhằm ghi khắc công lao, vùng địa phương đã lập khu mộ thờ cúng và tôn vinh. Để tới mộ Bà Rịa, đi từ Quốc lộ 55 qua khỏi Trung tâm hành chính – chính trị huyện Long Điền khoảng 2,0 km, rẽ phải vào Tỉnh lộ 44B đi thêm khoảng 2,0 km, đến nơi có mộ Bà Rịa. Khu mộ nằm sát bên đường đối diện với Ủy ban Nhân dân xã Tam Phước, huyện Long Điền. Cổng của khu mộ được sơn màu vàng, với mái ngói đỏ tươi. Trên cổng có tấm bảng màu nâu với hàng chữ vàng nhạt: Mộ Bà Rịa. Bên trong khuôn viên khu mộ rộng lớn là những hàng trúc, tre đằng ngà, bồ đề cùng nhiều cây cổ thụ lớn. Nằm giữa khu mộ là ngôi nhà hình lục giác có bia tưởng niệm bằng đá granit đen ghi công lao Bà Rịa được đặt trên mình con rùa bằng đá granit xám. Trong khuôn viên di tích, nhân dân địa phương đã xây nên tập hợp các bức tượng diễn tả cảnh sinh hoạt của người dân Bà Rịa xưa. Mỗi bức tượng đều phản ánh sinh động một phần việc làm của người dân trong cuộc sống thường nhật. Sự thanh bình, dạt dào ấm cúng của người dân suốt quá trình khai khẩn vùng đất, khi Bà Rịa và nhóm ngư dân đặt bước chân đầu tiên đến vùng này.

Nhóm tượng điêu khắc với những người đàn ông, phụ nữ đang chặt cây, bắc cầu, chèo thuyền vượt sóng, thể hiện cho công cuộc khai phá, mở rộng đất đai của người dân thời xa xưa. Bên phải là khu mộ Bà Rịa, bên ngoài được xây bao phủ bức tường thành bằng đá ong mài, ngang 7,0 m, dài 8,2 m, tường dày 0,5 m, cao 1,0 m, bốn góc gắn bốn chiếc đèn trang trí hình tròn. Nằm thấp bên trong vòng thành là ngôi mộ Bà Rịa được xây theo bậc tam cấp. Bốn góc mộ có bốn trụ xi măng, được đặt hình bông sen. Ngôi mộ chính được sơn màu xanh da trời nổi bật lên giữa vòng thành đá ong màu nâu thẫm. Đền thờ làm nơi hương khói, với tên gọi bà là Nguyễn Thị Rịa Tiên nữ Nương Nương trong câu đối:
Bà Rịa anh linh di vạn cổ,
Nương nương hiển hách chứng thiên kim.
Phần bia mộ của bà khắc dòng chữ Nguyễn Thị Rịa tiên nương. Năm 1902, Trường Viễn đông bác cổ Đông Dương (École française d'Extrême-Orient, EFEO) xây lại mộ Bà Rịa. Vào năm 1936 dưới thời tổng An Phú Thượng, tỉnh Bà Rịa và năm 1972 dưới thời tỉnh Phước Tuy, chính quyền sở tại hai lần cho trùng tu lại khu mộ của Nguyễn Thị Rịa. Ngôi mộ được người dân địa phương, doanh nghiệp, doanh nhân trong tỉnh góp sức ủng hộ, bảo tồn. Vào năm 2010, Ủy ban Nhân dân huyện Long Điền lập điện thờ, sửa sang, cử người trông coi và hương khói mộ của bà ở xã Tam Phước, huyện Long Điền. Giỗ bà Nguyễn Thị Rịa được người dân quanh vùng tổ chức vào ngày 16 tháng 06 Âm lịch hàng năm, lễ cúng lúc 12 giờ. Kỳ giỗ này đã trở thành phong tục mà nhân dân địa phương tiến hành thường niên, tưởng nhớ công ơn người phụ nữ có công khai hoang mở đất, lập làng năm xưa.

### Ảnh hưởng
Bà Nguyễn Thị Rịa có nhiều ảnh hưởng tới tên gọi địa phương. Sau khi bà mất, cây cầu nối Tam Phước – An Nhất, nơi Bà Rịa khai hoang 300 mẫu ruộng được mang tên là cầu Bà Nghè. Đến năm 1865, thực dân Pháp chia toàn cõi Nam Kỳ thành 13 sở tham biện. Phủ Phước Tuy của nhà Nguyễn bấy giờ được mang tên là sở tham biện Bà Rịa. Ngày 05 tháng 01 năm 1876, thực dân Pháp chia ba tỉnh Biên Hoà, phủ Phước Tuy chính thức mang tên là tỉnh Bà Rịa. Hiệp hội nghiên cứu Đông Dương (Societé dus Études Indochinoises) xuất bản cuốn Địa chí Bà Rịa căn cứ sự lưu truyền của dân gian, giải thích nguồn gốc địa danh Bà Rịa là để tưởng nhớ bà Nguyễn Thị Rịa. Ngày 12 tháng 08 năm 1991, tại kỳ họp của Quốc hội Việt Nam khóa XIII, tỉnh Bà Rịa – Vũng Tàu thành lập tỉnh dựa trên ghép tên Bà Rịa. Từ năm 2012, tên Bà Rịa được đặt cho thành phố trung tâm hành chính – chính trị, tỉnh lỵ của tỉnh là thành phố Bà Rịa.

## Một số vấn đề

### Cách gọi khác vùng Bà Rịa
Năm 1998, tại Tam An (Tam Phước và An Nhứt ngày nay), huyện ủy Long Điền tổ chức hội thảo bàn về vấn đề trùng tu mộ Bà Rịa, đồng thời thống nhất một số nội dung lịch sử. Những vấn đề chưa được đồng thuận được nêu ra trong hội thảo này.
Vấn đề về Gia Định Thành thống chí: Gia Định Thành thống chí của Trịnh Hoài Đức bên cạnh ca ngợi bà Nguyễn Thị Rịa cũng viện dẫn tài liệu Trung Quốc đưa ra một số giả thiết để cắt nghĩa địa danh Bà Rịa và xếp loại đây là một địa danh chưa rõ ràng bởi có nhiều cách giải thích khác nhau. Các tác giả dựa vào thư tịch cổ Trung Quốc, cụ thể là Tân Đường thư, có viết: "Bà Ly ở ngay phía Đông Nam Chiêm Thành từ Giao Châu đi ghe theo biển, trải qua các nước Xích Thố, Đan Đan rồi đến đại địa châu Đà Mã (cũng gọi là Mã Lễ, quốc tục xỏ tai, đeo hoa, lấy một bức vải quấn ngang lưng) phía nam nước ấy có Thủ Nại, sau niên hiệu Vĩnh Huy đời Đường (651 – 655) bị Chân Lạp thôn tính". Căn cứ Tân Đường thư, Trịnh Hoài Đức viết: Bà Rịa là ở đầu biên giới trấn Biên Hòa, là đất có danh tiếng, cho nên các phủ phía Bắc có câu ngạn (ngữ) rằng "Cơm – Nai – Nịa, Cá Rí – Rang".
Trịnh Hoài Đức là người Minh Hương, tuân thủ đặc điểm ngữ âm tiếng Hán nên ông cắt nghĩa: Tra theo chánh văn thì chữ Lợi âm là lục địa, thiết âm là lịa, vậy nghi chữ Bà Rịa tức là nước Bà Lợi thuở xưa. Một số học giả theo hướng giải thích địa danh Bà Rịa bắt nguồn từ vương quốc Bà Lợi, Bà Ly, Bà Lịa hoặc cho rằng Bà Rịa vẫn là tên đất (Bàn Ray, Bàn Rey) do biến âm trở thành Bà Rịa. Các nghiên cứu này cho rằng tên vùng Bà Rịa có thể không xuất phát từ bà Nguyễn Thị Rịa.

### Khẳng định Bà Rịa
Nguyên tắc ảnh hưởng: địa danh Bà Rịa được cấu tạo theo phương thức chuyển hóa từ nhân danh Nguyễn Thị Rịa – một người phụ nữ quê gốc Phú Yên có công to lớn khai khẩn vùng đất này từ lâu đã trở thành nguyên tắc phổ biến được biết đến bởi nhân dân vùng miền. Dùng nhân danh chuyển hóa thành địa danh là phương thức cấu tạo địa danh quen thuộc của địa danh học. Các nhà nghiên cứu người Pháp đồng tình theo hướng này.

Bên cạnh đó, có một số ghi chép thể hiện sự khác biệt trong tiểu sử về cuộc đời của bà Nguyễn Thị Rịa. Sách Địa chí Bà Rịa năm 1902 có một chi tiết chưa chính xác. Tài liệu này nói rằng Bà Rịa vào Nam khai khẩn đất hoang lập làng Phước Liễu năm 1789 và mất năm Gia Long thứ hai (1803). Về vấn đề này, sách Địa bạ Bà Rịa – Vũng Tàu khẳng định:

Trong danh mục "Các họ đạo của xứ Đồng Nai từ năm 1747 có ghi rõ Bà Rịa có 140 giáo dân và Đất Đỏ có 350 người theo đạo Công giáo". Như vậy vùng đất có địa danh Bà Rịa đã có từ trước đó rất lâu. Địa danh Bà Rịa được chuyển hóa từ nhân danh Nguyễn Thị Rịa. Quan điểm này được soi sáng và có căn cứ vững chắc dưới nhiều phương pháp tiếp cận khoa học về lịch sử, dân tộc học, ngôn ngữ học, văn hóa dân gian. Về mặt lịch sử, từ dinh Trấn Biên (Phú Yên), theo tiếng gọi của các chúa Nguyễn, có nhiều đoàn di dân được Nhà nước tổ chức khai khẩn vùng đất biên cảnh ở Mô Xoài (Bà Rịa ngày nay) trong thế kỷ XVII, trong đó có bà Nguyễn Thị Rịa.
Về mặt dân tộc học, có tài liệu của Trung Quốc như Hán thư, Đường thư chỉ đề cập đến quận Nhật Nam mà Nhà Hán đã từng tạm chiếm. Biên giới quận Nhật Nam là Lăng già Bát Bạt Đa (phiên âm địa danh Chăm Linga Pravta – Linga đại sơn thần) – tức núi Đá Bia. Ngoài ngọn núi này là Nhật Nam ngoại khiếu. Tân Đường thư đề cập đến Vương quốc Bà Ly không đủ tin cậy.
Về mặt ngôn ngữ học, không có phương thức biến thể ngữ âm từ Bà Lợi, Bà Ly, Bà Lịa thành Bà Rịa hoặc từ Bà Ray – Bàn Rey thành Bà Rịa.